# خالده پوپل
خالده پوپل (زادهٔ ۲۱ مهٔ ۱۹۸۷، کابل) بازیکن فوتبال اهل افغانستان است.
بازیکن تیم ملی زنان افغانستان بوده است.
او در سال ۲۰۰۷ جزو بنیانگذار تیم ملی زنان افغانستان بوده است. وی مدتی را به عنوان کاپیتان تیم ملی افغانستان سپری کرد و همچنین به عنوان مربی فعالیت داشته است.